# Victor Frazer
Victor O. Frazer (Charlotte Amalie, 24 maggio 1943) è un politico americo-verginiano, delegato delle Isole Vergini alla Camera dei rappresentanti degli Stati Uniti d'America dal 1995 al 1997 per il Movimento Cittadini Indipendenti.